# Kölner Expansion
Die Kölner Expansion (ndl. Keulse expansie) ist eine sprachwissenschaftliche Sammelbezeichnung für das Auftreten bestimmter Merkmale der Zweiten Lautverschiebung im Südniederfränkischen.

## Geschichte und Auswirkung
Die ursprünglichen südniederfränkischen Varietäten hatten, genauso wenig wie die übrigen niederfränkischen Sprachformen, keinen Anteil an der Zweiten Lautverschiebung. Seit dem Jahr 1150 aber, zeigen überlieferte Texte dieses Gebiets immer häufiger hochdeutsche Merkmale aus dem mittelfränkischen Raum, vor allem im Bereich der Pronomen. Als Folge dieses Prozess entstanden jüngere Nebenlinien der Benrather Linie, wie die Panninger und Uerdinger Linie, deren Verlauf beziehungsweise die westliche und nördliche Grenze des von der Kölner Expansion betroffenen Gebiets darstellen.
Historisch wurde angenommen, dass der Einfluss der Stadt Köln, und damit die Kölner Expansion, mit der Auswirkungen der Schlacht von Worringen (1288) eingestellt wurde. Neuere Forschung behauptet aber, dass die sprachliche Situation sich erst im 15. Jahrhundert tatsächlich stabilisierte.

## Beispiel
| Altniederländisch | Standardniederländisch | Südniederfränkisch (östlich der Panninger Linie)        | Standarddeutsch |
| ----------------- | ---------------------- | ------------------------------------------------------- | --------------- |
| ic, ik            | ik                     | ich                                                     | ich             |
| thu, -tu          | jij                    | doe, de                                                 | du              |
| hē, hie           | hij                    | hij (ausgesprochen: he, hee) südöstlich: er (her, heer) | er              |
| sie, sia          | zij                    | zij                                                     | sie             |
| it                | het                    | het                                                     | es              |
| wi                | wij                    | ve (vee, vieë) südöstl.: ver (veer)                     | wir             |
| gi                | jullie (vlg. gij)      | gij, ge, gee südöstl.: ger (geer)                       | ihr             |
| sie, sia          | zij                    | zij                                                     | sie             |